# Jean-Henri de Moravie
Jean-Henri de Luxembourg (en tchèque : Jan Jindřich Lucemburský), né à Mělník le 12 février 1322, mort le 12 novembre 1375, est comte de Tyrol du droit de son épouse de 1335 à 1341 et margrave de Moravie de 1346 à 1375. 

## Biographie

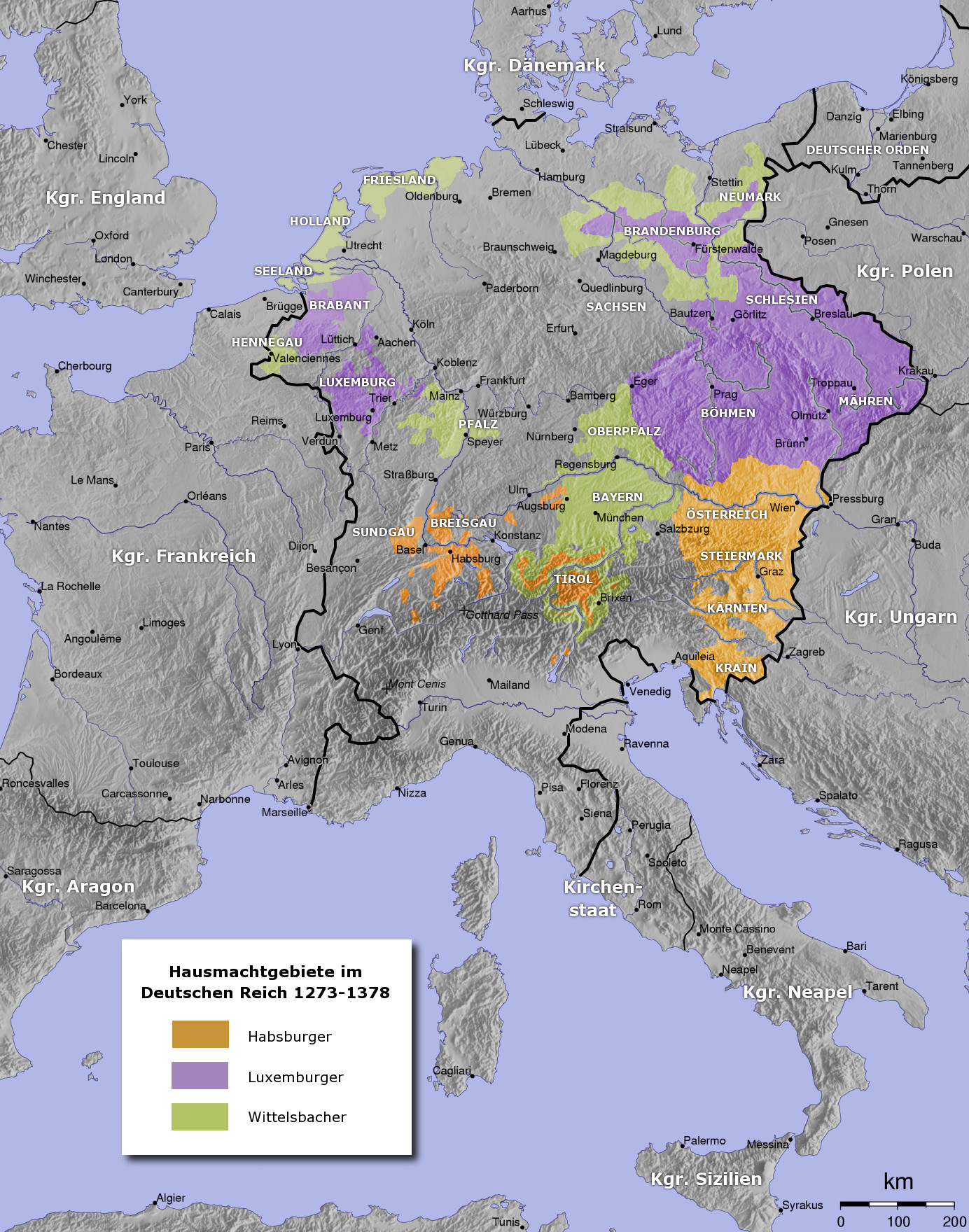
Les dominions des Habsbourg, Luxembourg et Wittelsbach dans le Saint-Empire au XIVe siècle.

Jean-Henri est le fils cadet du roi Jean Ier de Bohême, comte de Luxembourg, de son premier mariage avec Élisabeth de Bohême, la petite-fille du roi Ottokar II et dernière héritière des Přemyslides. Le futur empereur Charles IV était son frère aîné. Peu après, les relations familiales étaient déjà brisées et Élisabeth, accompagnée de son plus jeune enfant, a pris la fuite pour se rendre à Cham en Bavière, où sa fille aînée Marguerite été mariée avec le duc Henri XIV.

### Tirol
Dans ce temps-là, le roi Louis IV du Saint-Empire, avec le soutien de Jean de Bohême, a lutté pour le pouvoir contre l'antiroi Frédéric le Bel de la maison de Habsbourg. Louis IV a remporté la bataille de Mühldorf le 28 septembre 1322 et réussit à s'assurer une position ferme. Cependant, Jean a ouvert des négociations avec son ancien rival Henri de Goritz, duc de Carinthie, comte de Tyrol et aussi roi de Bohême jusqu'à sa destitution en 1310, pour organiser les fiançailles de son fils Jean-Henri et la fille et héritière d'Henri, Marguerite de Carinthie. La cérémonie a eu lieu en 1327; le couple se marie le 16 septembre 1330 à Innsbruck. 
La maison de Luxembourg en attend une augmentation de son pouvoir et ses capacités, surtout le libre accès aux cols alpins stratégiques du Tyrol et de la Carinthie. Néanmoins, les Luxembourg n'avaient aucun droit sur le royaume d'Italie au sud. Préoccupés par les tentatives de Jean de Bohême, les anciens adversaires Louis IV et Frédéric le Bel se rapprochent et sont convenus secrètement de partager les domaines d'Henri de Goritz après son décès. 
Henri meurt le 2 avril 1335. L'empereur Louis IV a reconnu que sa fille Marguerite était héritière; toutefois, il donna le duché de Carinthie et la marche de Carniole ainsi que le sud du Tyrol avec les bailliages de Trente et de Bressanone aux ducs habsbourgeois, Albert II et Othon d'Autriche. Immédiatement, Jean de Bohême a terminé son conflit au titre de roi avec Casimir III de Pologne et envahit le duché d'Autriche. Après un armistice en octobre 1336, il renonçait finalement aux pays de la Carinthie et la Carniole; en contrepartie, Marguerite et Jean-Henri pouvaient prendre la succession en Tyrol.

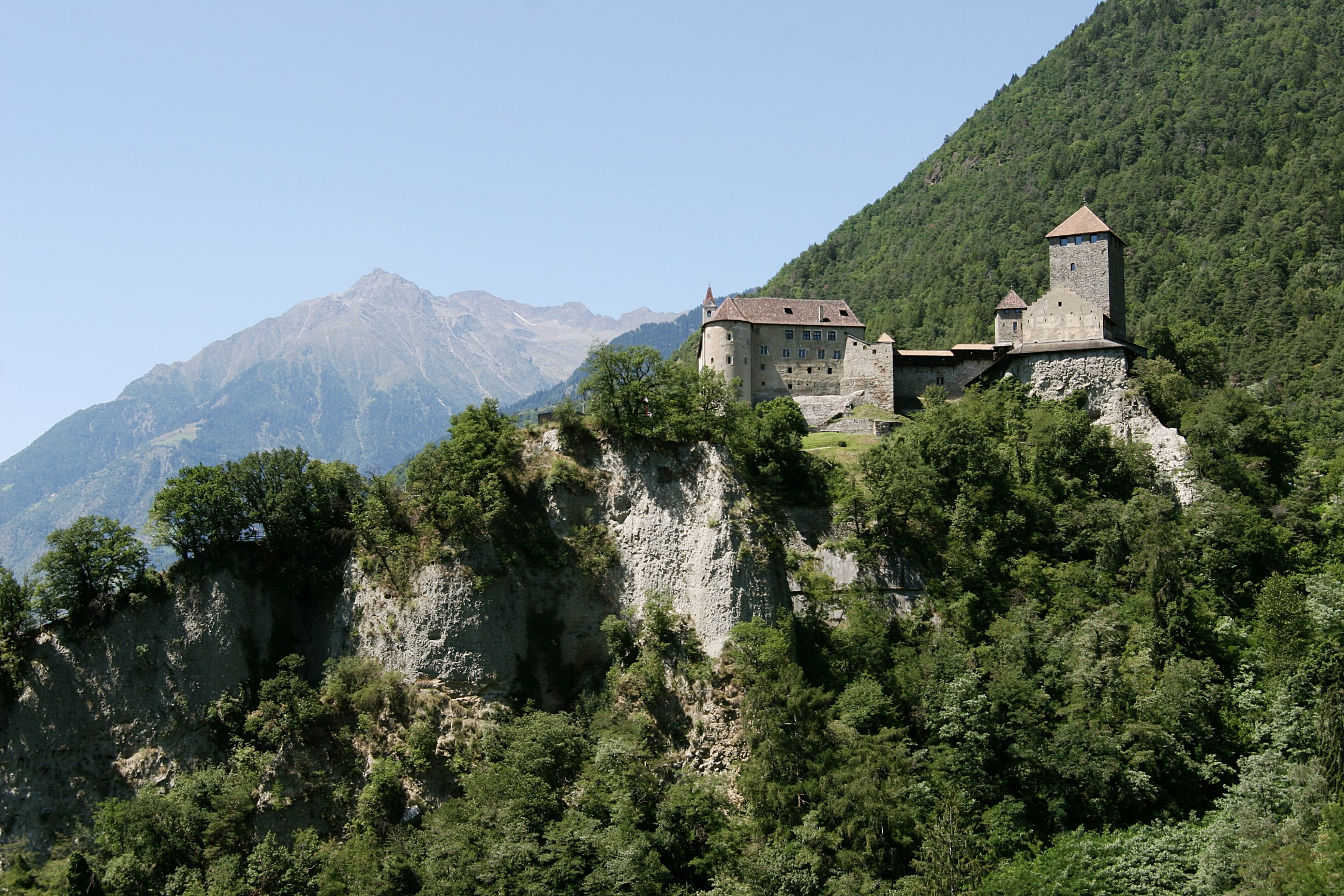
Le château de Tirol.

Le mariage de Jean-Henri et Marguerite, de quatre ans son aînée, fut profondément malheureux. De plus, les Luxembourgs ont envoyé Charles IV comme un régent de Tyrol, accompagné de nombreux fonctionnaires, au grand regret des seigneurs. En mai 1340, au même moment que Jean-Henri et son frère Charles sont partis pour la cour de Pologne à Cracovie, les aristocrates tyroliens ont créé une alliance contre les Luxembourgs qui bénéficiaient des aides de la comtesse Marguerite et de l'empereur Louis IV[réf. nécessaire]. Lorsqu'il revint le 1er novembre 1341, Jean-Henri a trouvé la porte de sa résidence au château de Tirol fermée. Il devait se retirer, humilié, au patriarche d’Aquilée.
Marguerite chercha à romprer le mariage. L'empereur Louis a mandaté les érudits Marsile de Padoue et Guillaume d'Ockham afin de déclarer le pacte conjugal nul et non avenu lors qui'il n'était pas consommé. Ensuite, Louis IV a ordonné le divorce et Marguerite s'est mariée avec son fils Louis V le 10 février 1342.

### Moravie
Les Luxembourg n'étaient pas disposés à accepter la perte de Tyrol et l'humiliation publique de Jean-Henri. Ils ont notamment partagé la position du pape Clément VI dans son conflit avec l'empereur. En 1346, Charles IV, le frère de Jean-Henri, est élu roi des Romains avec l’appui du pape. Au mois d'août de l'année, son père, le roi Jean de Bohême, mourut à la bataille de Crécy. Peu avant sa mort, il a établi un testament et désigné Jean-Henri comme margrave de Moravie.
Seulement après le divorce en droit canonique, en 1349, Jean-Henri a pu épouser Marguerite de Troppau, une fille du duc Nicolas II d'Opava, avec qui il aura six enfants. Le 26 décembre, Charles IV lui assigna le fief de Moravie comme un pays de la couronne de Bohême. Le margraviat a connu une période splendide sous son gouvernement. Juste avant son décès en 1375, il fonde la chartreuse de Königsfeld près de Brno.

## Mariage et descendance

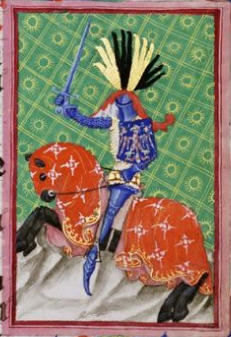
Jean-Henri de Luxembourg, miniature dans le Codex Gelnhausen (1405).

Il épouse en premières noces en septembre 1330 Marguerite de Goritz, comtesse de Tyrol (1318 † 1369), fille d'Henri de Goritz, roi de Bohême, duc de Carinthie et comte de Tyrol, et d'Anne de Bohême. Les époux se séparent en juillet 1349.
Il se remarie en février 1350 avec Marguerite de Troppau (1330 † 1363), fille de Nicolas II d'Opava et d'Anne de Ratibor. Ils ont :
- Jobst de Moravie (1351 † 1411), margrave de Moravie et de Brandebourg, duc de Luxembourg et roi des Romains ;
- Catherine (1353 † 1378), mariée en 1372 à Henri († 1382) duc de Falkenberg ;
- Procope de Moravie (1354 † 1405), margrave de Moravie ;
- Jean Sobeslav (1356 † 1394), margrave de Moravie ;
- Elisabeth († 1400), mariée en 1366 à Guillaume Ier († 1407), margrave de Misnie ;
- Anne († 1405), mariée à Pierre de Šternberk († 1397).

Veuf, il se remarie en troisièmes noces en février 1364 avec Marguerite d'Autriche (1346 † 1366), fille d'Albert II de Habsbourg, archiduc d'Autriche, et de Jeanne de Ferrette.
À nouveau veuf, il épouse vers 1366 Élisabeth d'Öttingen († 1409).